# 罗赫达斯要塞
罗赫达斯要塞为一座16世纪防御工事，位于巴基斯坦旁遮普省傑赫勒姆附近。该要塞建造于1541至1548年——正值普什圖国王舍尔沙统治期间，以协助镇压旁遮普省北部博德瓦爾高原地区效忠于莫卧儿的反叛部落。该要塞是印度次大陆最大最强的要塞之一。因从未受到过被武力冲击，而完好无损。
该要塞以其巨大的防御城墙及几处宏伟的城门而知名。1997年，羅赫達斯要塞作为“中南亚穆斯林军事建筑的典型代表”被选入联合国教科文组织世界遗产。

## 位置
要塞位于傑赫勒姆西北约16千米。建立于山上300英尺（91）处，自此处可俯瞰峡谷。要塞海拔2,660英尺（810），占地面积12.63英畝（51,100平方）。

## 背景
该要塞在苏尔王朝创立者舍尔沙支持下建造，用以阻挡莫卧儿帝国皇帝胡马雍，后者于卡瑙杰之役战败后被放逐到波斯。其扼守着阿富汗山区与旁遮普平原之间的战略要地，阻止莫卧儿皇帝返回印度。
此要塞也用以镇压博德瓦爾高原的加卡尔人部落。该部落为莫卧儿帝国同盟，且拒绝承认舍尔沙的宗主权。

## 历史

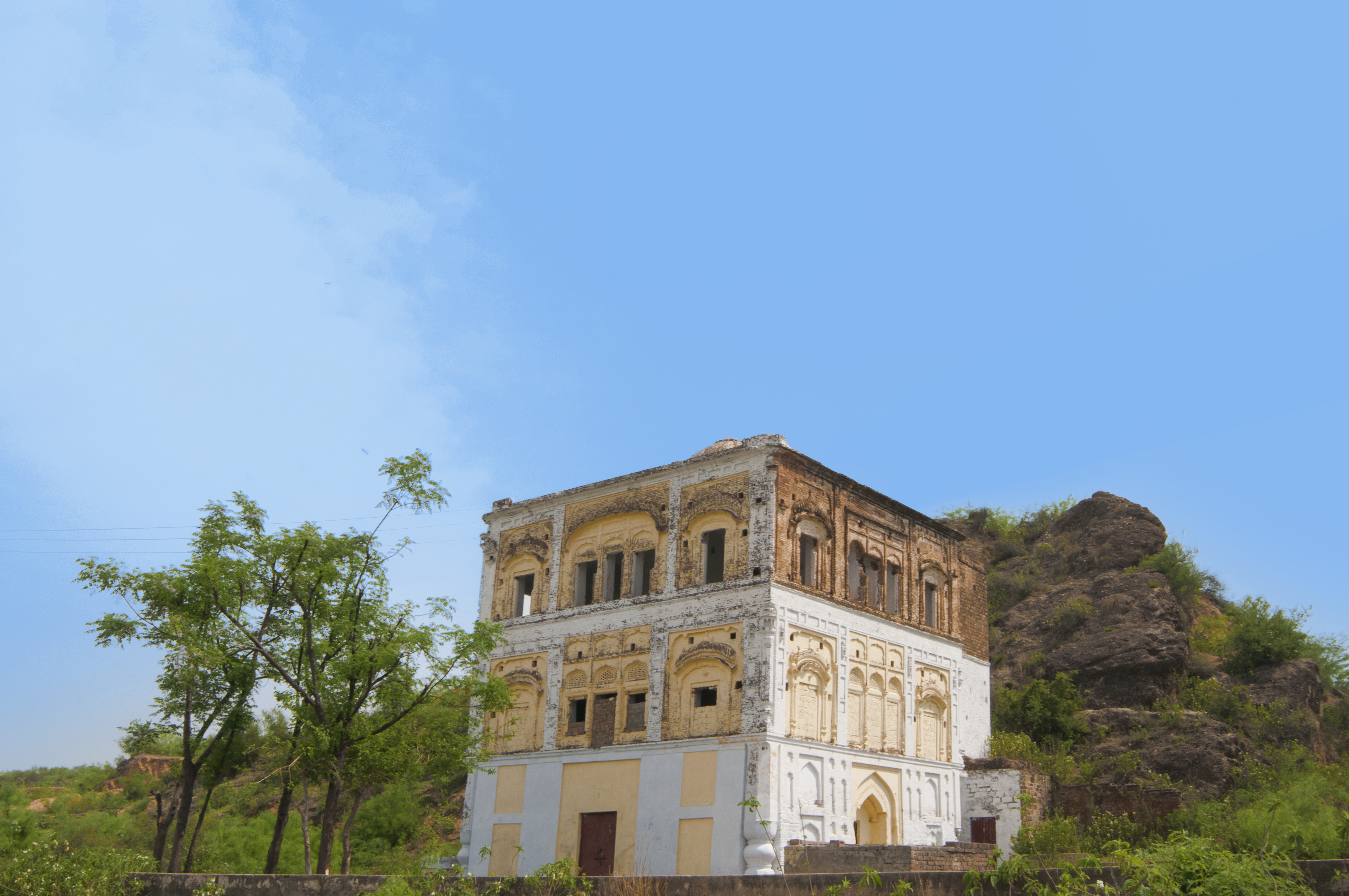
据说古魯那納克用其手杖在该处砸出了一口清泉

### 蘇爾王朝
要塞起源最早可追溯至苏尔王朝，舍尔沙在击败莫卧儿皇帝胡马雍之后，下令建造要塞。其建造始于1541年。主要用以防御加卡尔人。

### 莫卧儿时期
1555年，当地统治者未待莫卧儿军队到达便放弃了此要塞，后被割让给胡马雍。
而此要塞也失去了本来的意义，其目的本是征服亲莫卧儿王朝的Gakkhar部落，并阻止胡马雍返回印度，故不再有用处。后来于1580年代，阿克巴皇帝在附近建造了阿托克要塞，后者更能够服务于莫卧儿帝国的利益。颇具讽刺意义的是，罗赫达斯要塞成为了Gakhar部落的首府，而非驻军营地。

### 后莫卧儿时期
此要塞在莫卧儿时期仍在使用，尽管因没有大花园及雄伟的建筑而不受统治者欢迎，但直至1707年此处才被废置。此时已是莫卧儿帝国晚期，敌国锡克帝国已扩展到此区域。此外，波斯的纳迪尔沙及阿富汗统治者艾哈迈德沙·杜兰尼皆曾在此宿营。
1825年，锡克帝国自加卡尔部落手里强行夺走了该要塞。该要塞后被锡克统治者兰季德·辛格用于行政目的。

## 格局

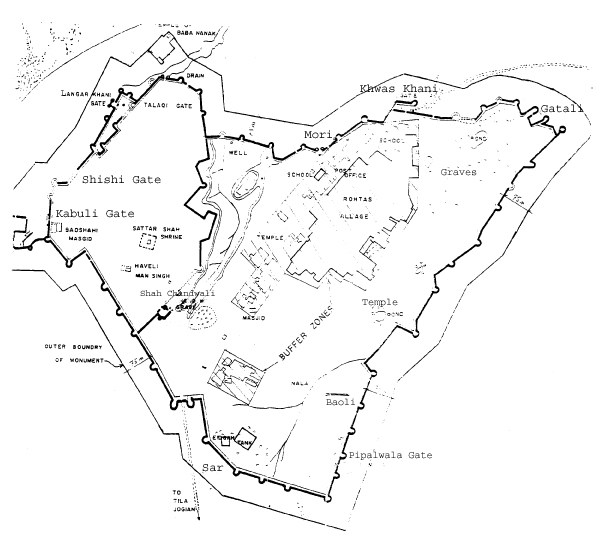
要塞的布局

罗赫达斯要塞占地70公顷，周围围绕有4千米长的城墙，共设有68个菱堡塔及12处城门。要塞大致围成了一个不规则三角形，依循其所在山丘的轮廓。要塞西北角与其余部分之间隔着一条533米长的围墙。此封闭部分为重要人士的堡垒，受到更严密的保护。其中兰伽尔-卡尼（Langar Khani）门直接通向此堡垒，但其实际上是一个陷阱，正对着堡垒射击范围。
此要塞内可承载多达30,000人。由于险要的位置，高耸的城墙，陷阱城门及3口阶梯式水井，要塞可以承受一次重大围攻——虽然其实际上从未被围困过。除了建在城堡最高点的曼·辛格皇帝寝宫外，要塞内没有其他宫殿。

## 图集

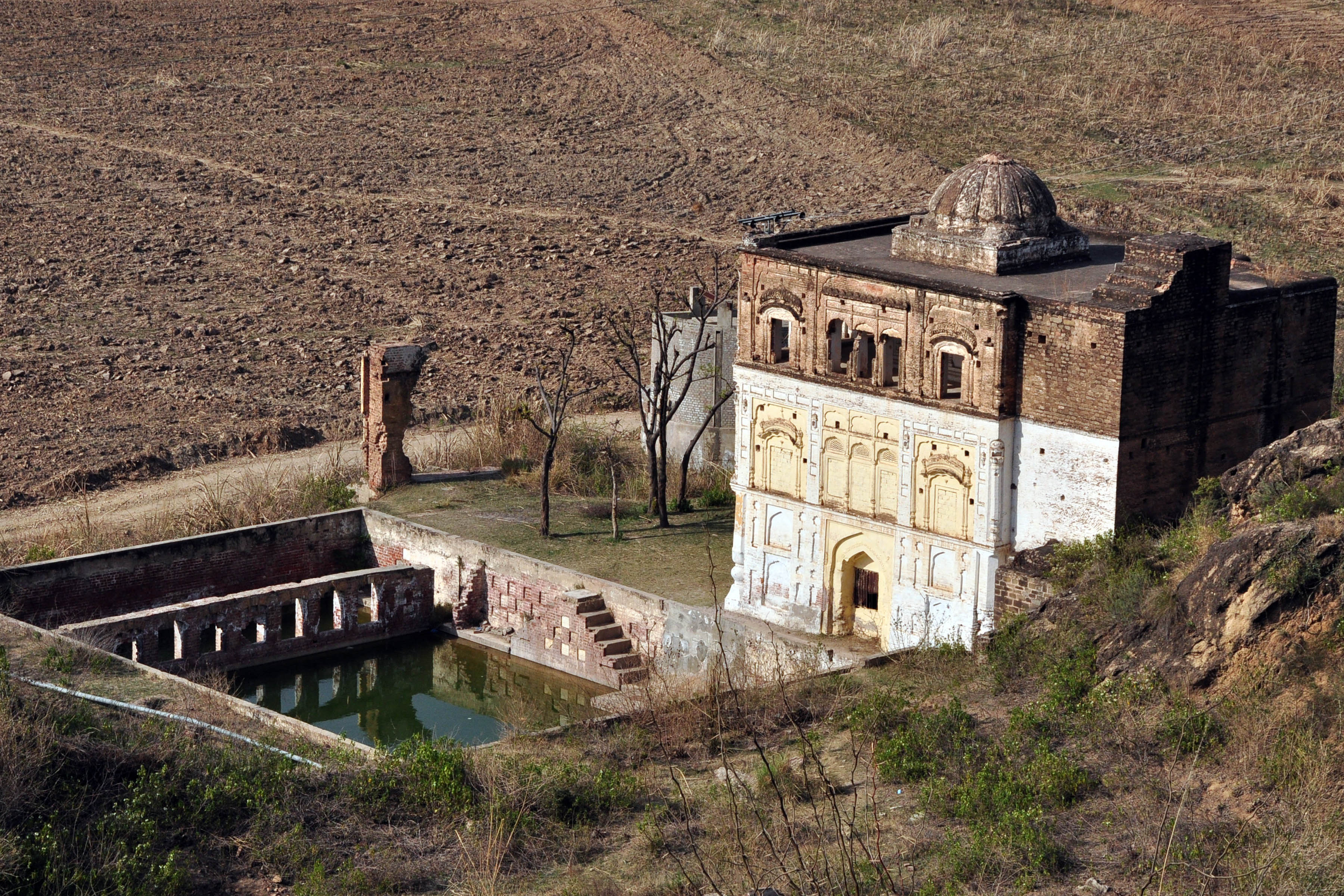
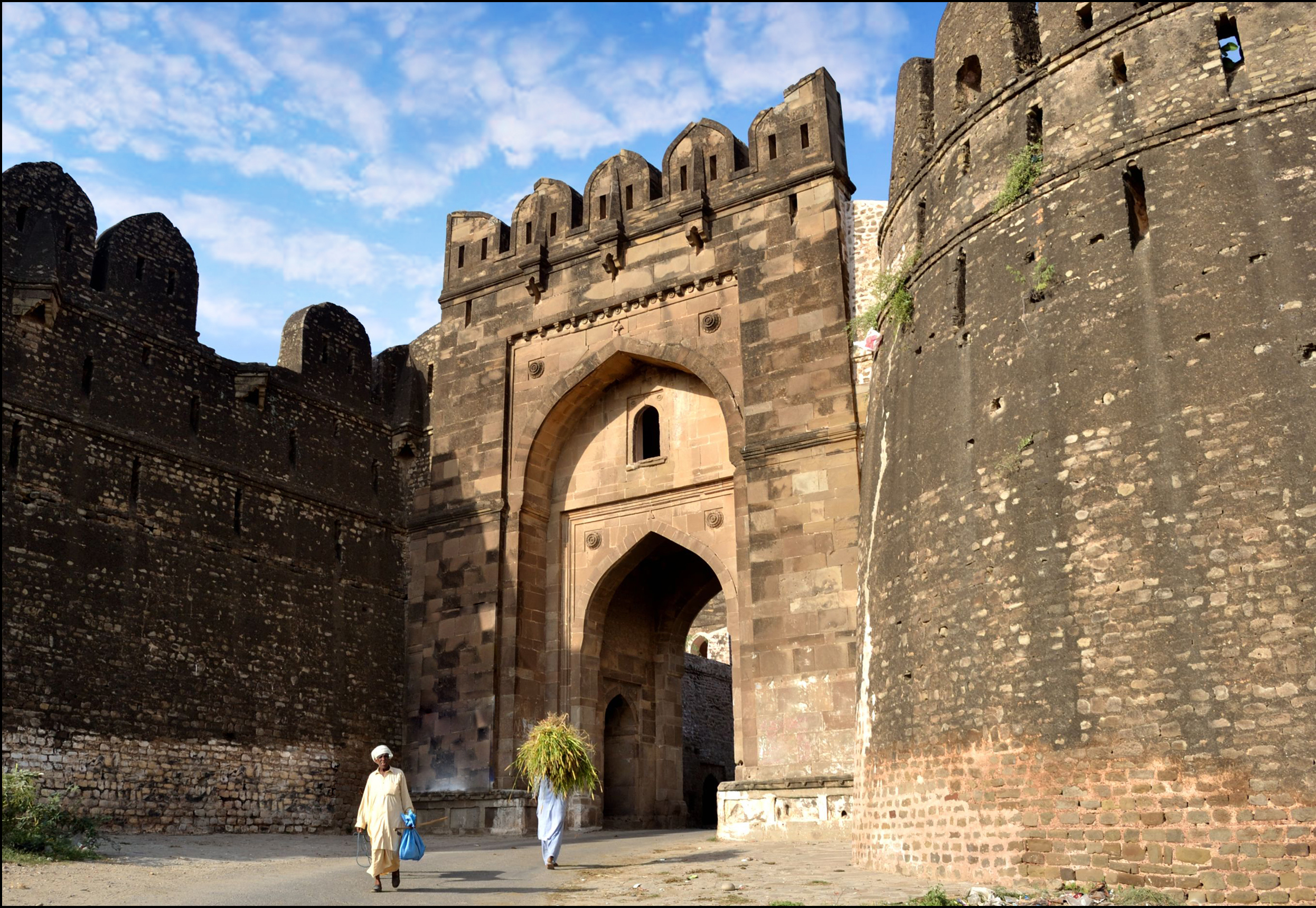
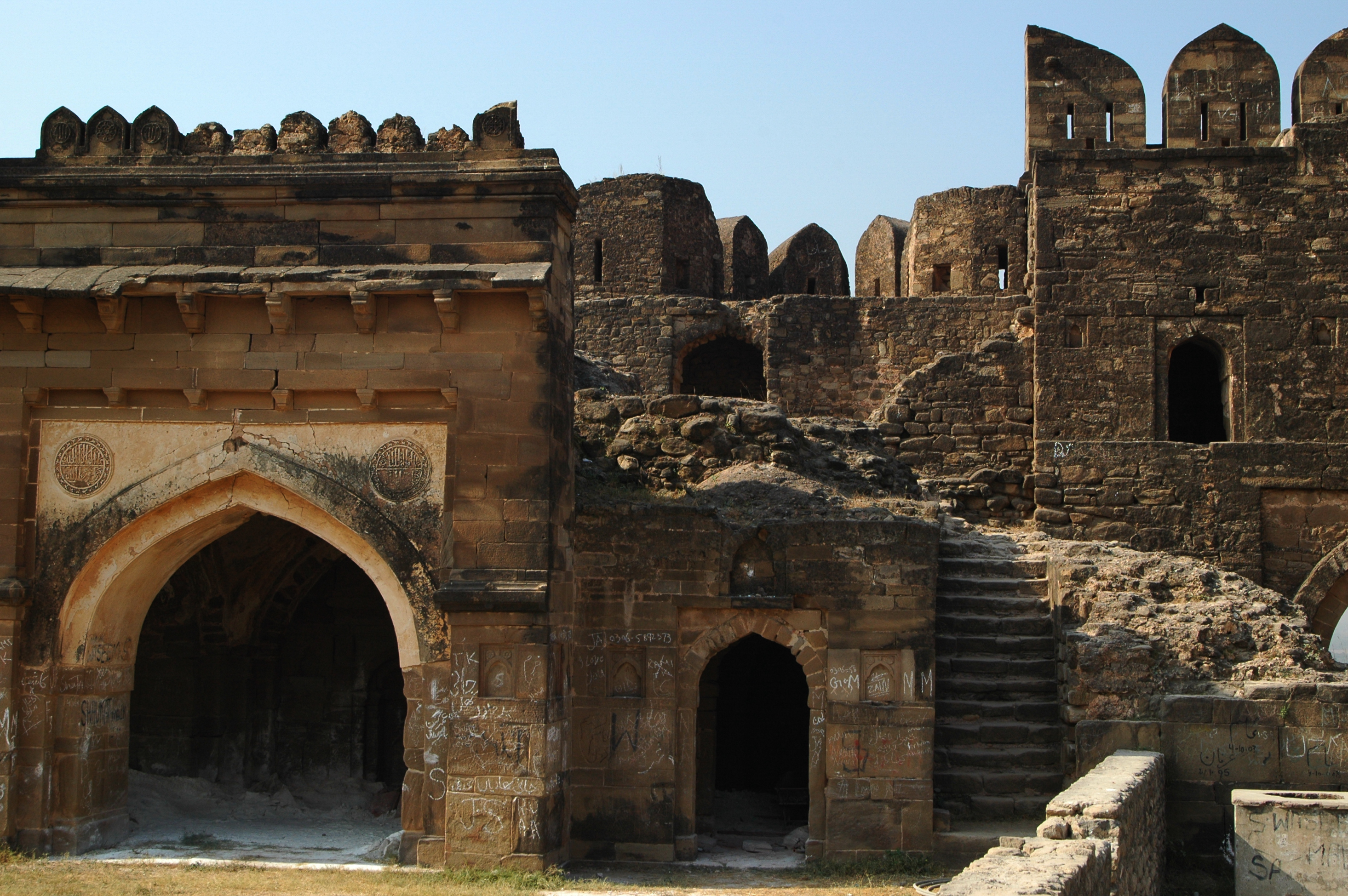
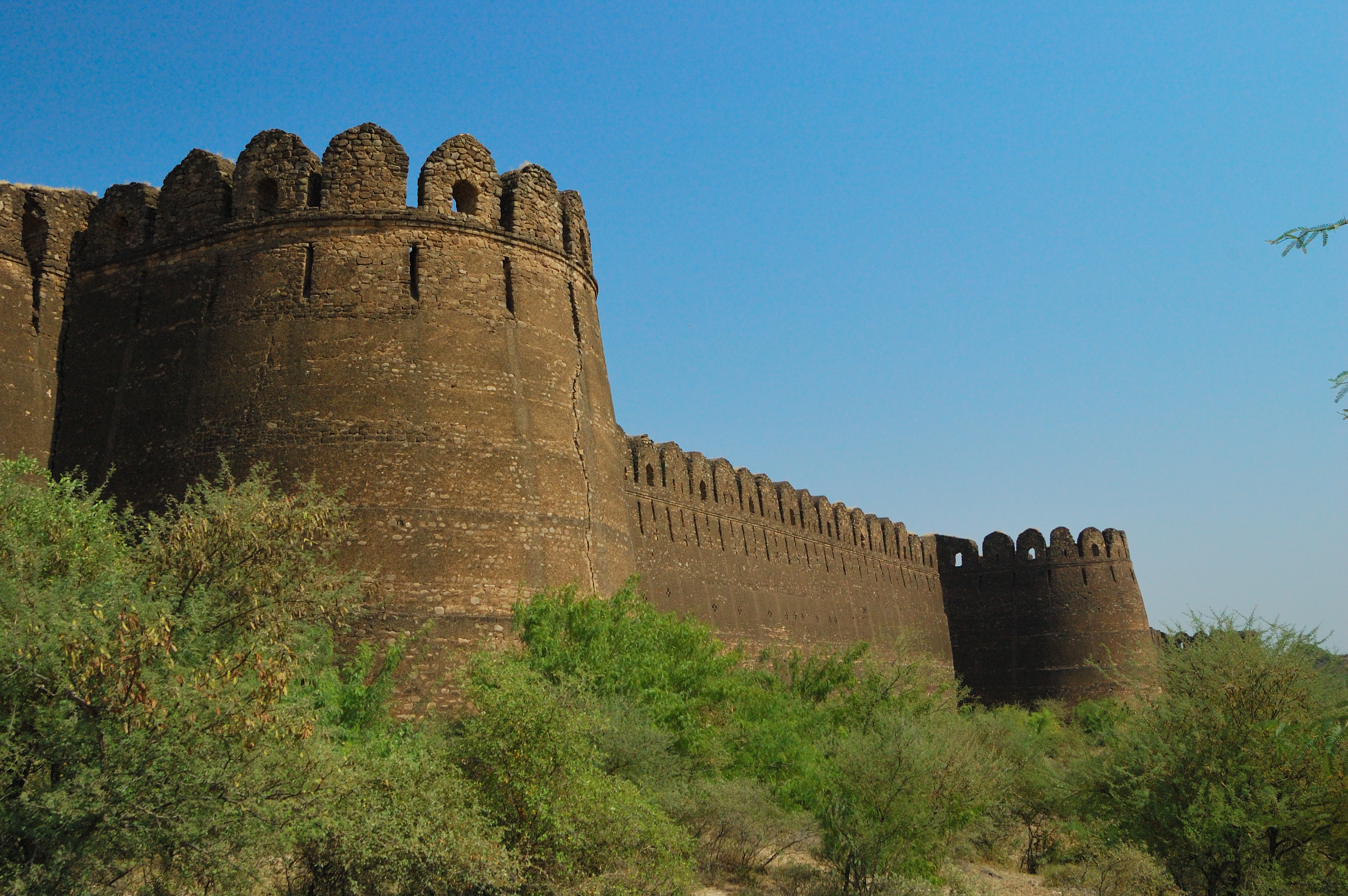
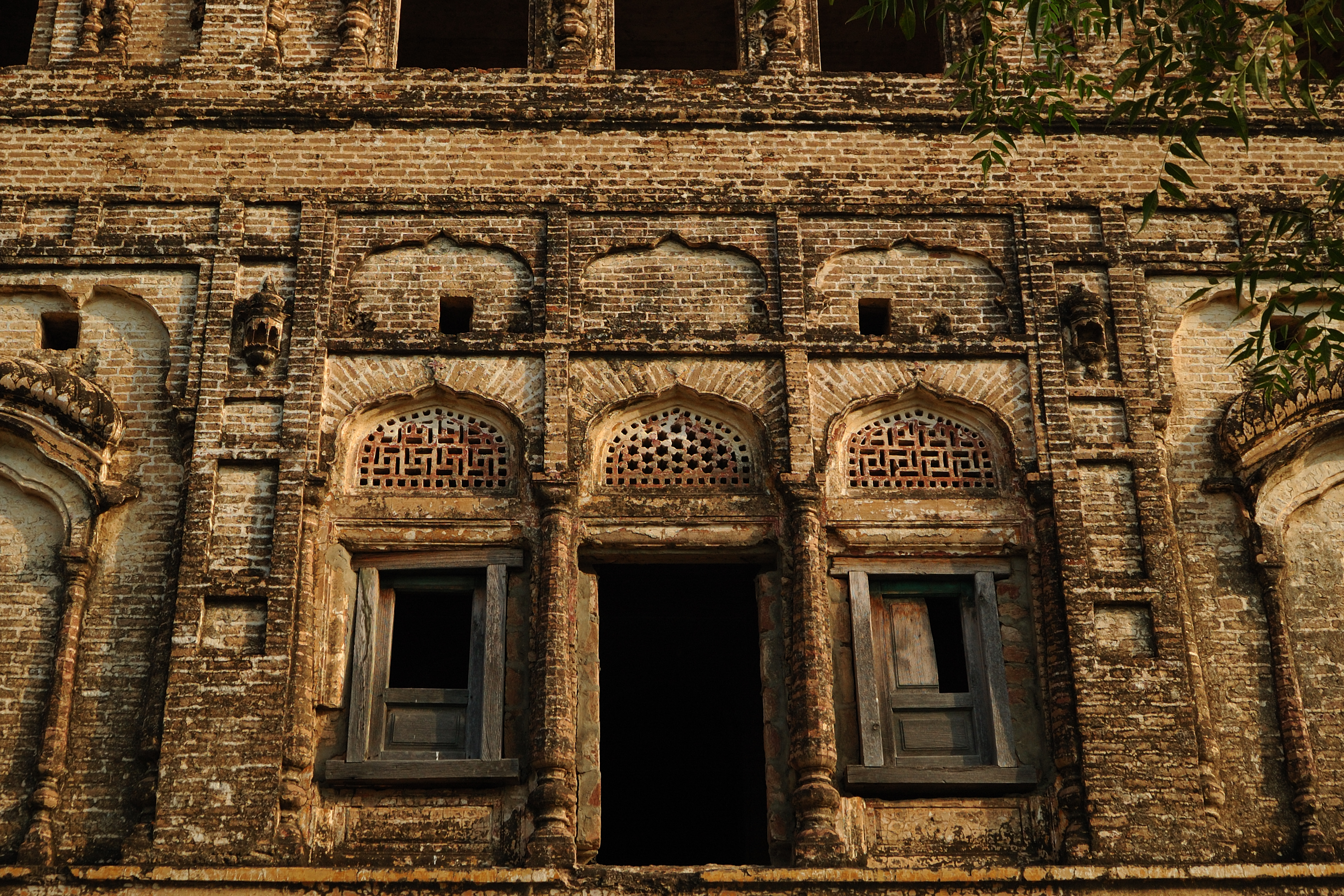
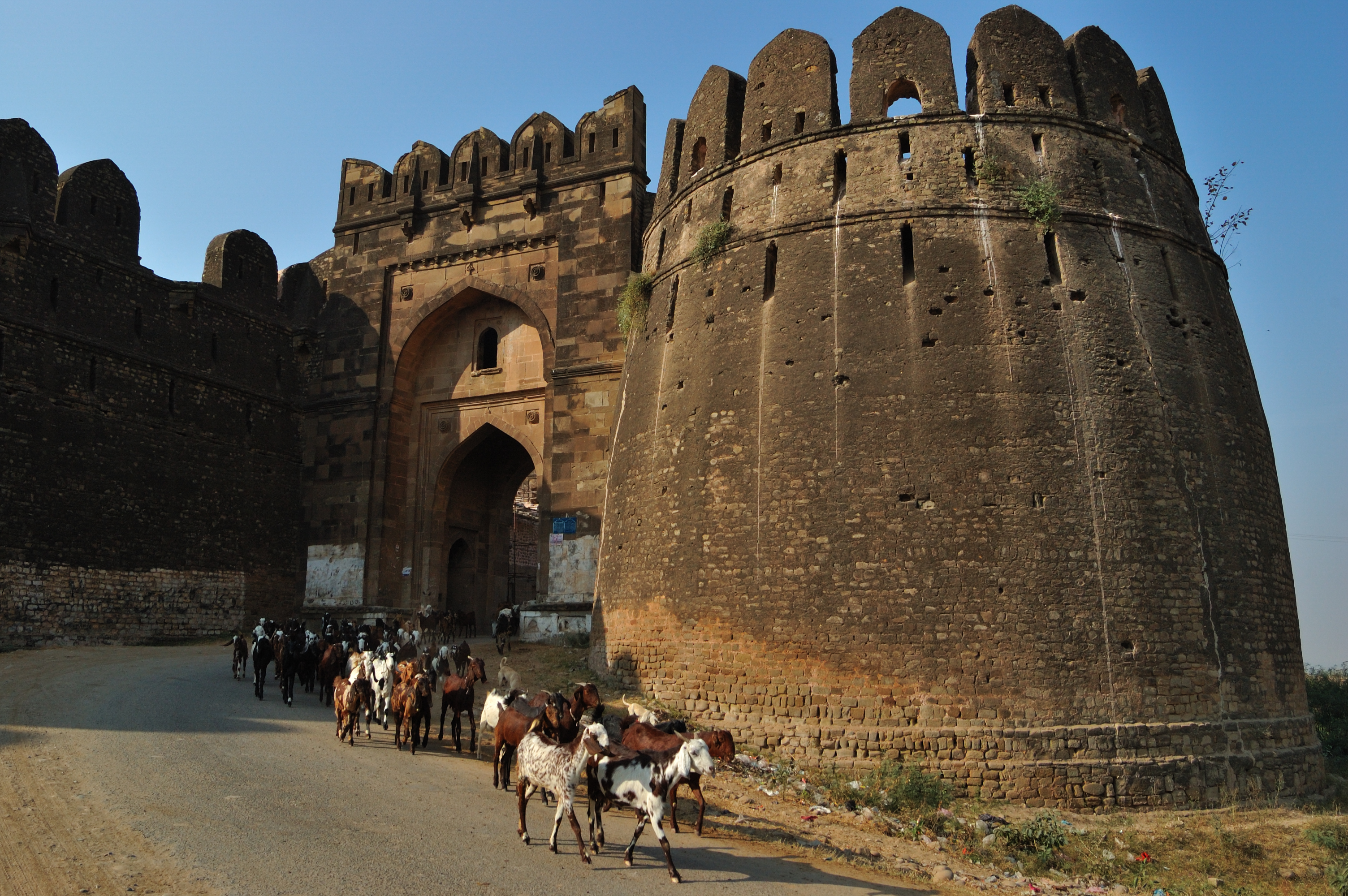
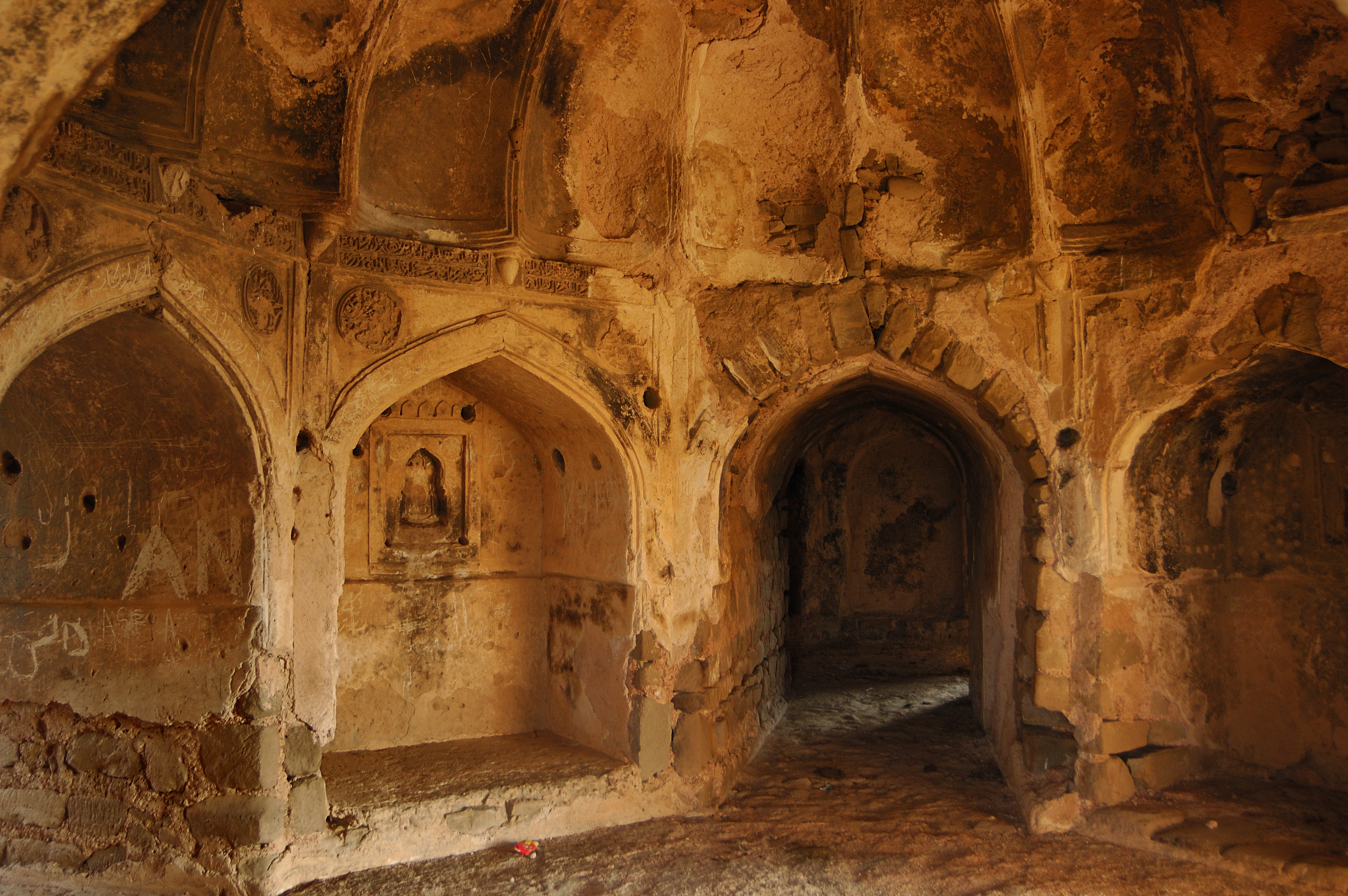
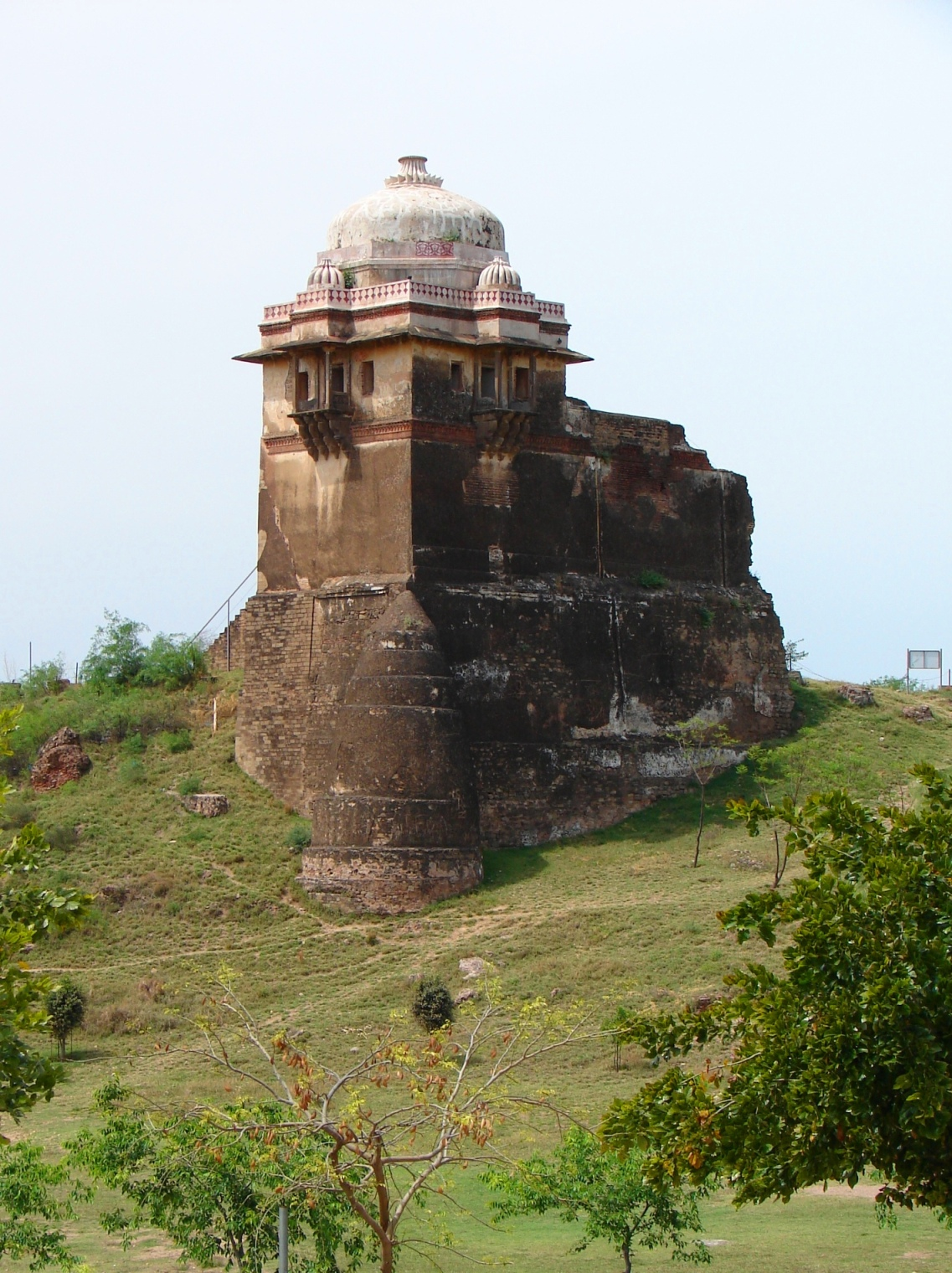

## 建筑风格

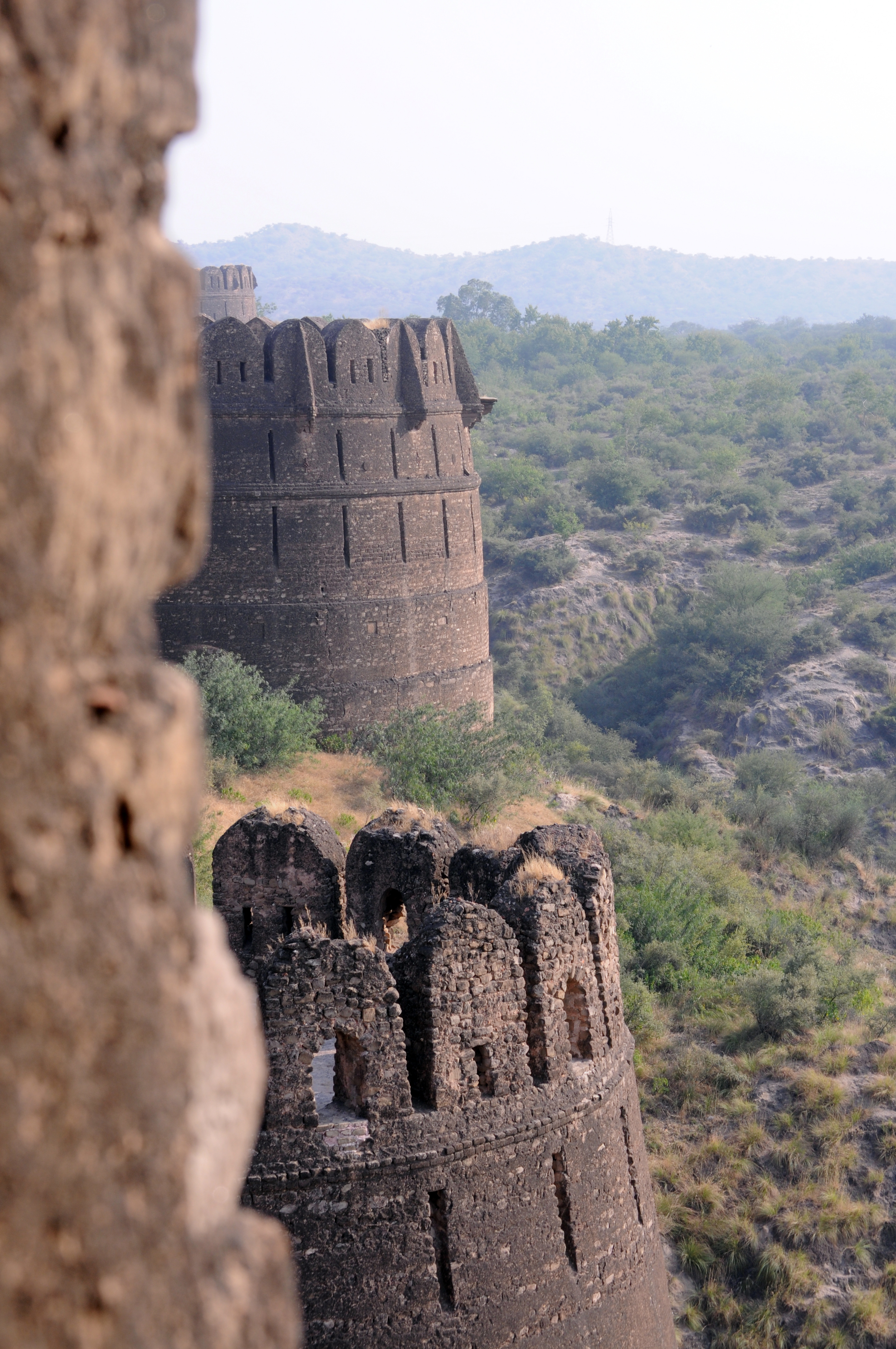
要塞防御依赖于这些堡垒

这座堡垒沿袭了土耳其、中东及南亚的建筑风格。

### 脚注
1. ↑  . World Archaeology. 2006-05-07, (17)  [2018-11-07]. （原始内容存档于2017-06-01）.
2. 1 2 3 4 5 6  . UNESCO.   [2017-05-26]. （原始内容存档于2012-07-28）.
3. ↑  . 新浪新闻. 2007-10-07  [2018-11-22]. （原始内容存档于2019-08-22）.
4. 1 2 3 4 5 6 7 8 9 10 11 12  . Oriental Architecture.   [2017-05-28]. （原始内容存档于2017-04-28）.
5. ↑  Temples of Koh-e-Jud & Thar: Proceedings of the Seminar on Shahiya Temples of the Salt Range, Held in Lahore, Pakistan,by Kamil Khan Mumtaz, Siddiq-a-Akbar, Publ Anjuman Mimaran, 1989, p8
6. ↑  Singh, Kirapala; Kapur, Prithipala. . Singh Brothers. 2004: 174  [2017-05-27].
7. 1 2  ,   [2018-11-07], （原始内容存档于2018-10-03）
8. ↑  ,   [2018-11-07], （原始内容存档于2017-11-12）
9. 1 2 3  Jaffar, Umair. . Express Tribune. 2011-09-18  [2017-05-26]. （原始内容存档于2017-08-22）.
10. ↑  Wynbrandt, J. . Facts On File. 2009: 77  [2017-01-08]. ISBN 9780816061846. （原始内容存档于2017-01-09）.
11. ↑  Mehta, J.L. . New Dawn Press, Incorporated. 2005: 259  [2017-01-08]. ISBN 9781932705546. （原始内容存档于2017-01-09）.
12. ↑  . tribune.com.pk.   [2017-01-08]. （原始内容存档于2017-08-22）.

### 书籍
- Ihsan H Nadiem（英语：Ihsan H Nadiem）, Rohtas: Formidable Fort of Sher Shah. Lahore: Sang-e-Meel Publications, ISBN 969-35-0603-0.
- Basheer Ahmad Khan Matta, Sher Shah Suri: A Fresh Perspective. Karachi: Oxford University Press, ISBN 0-19-597882-X.
- Institute of Architects, Pakistan Rawalpindi-Islamabad Chapter Arch Vision 2002".
- "Rohtas Fort" article by Major General Mian Hayauddin（英语：Mian Hayauddin）